# Frank von Behren
Frank von Behren (* 28. September 1976 in Hille) ist ein deutscher Handballfunktionär und ehemaliger Handballspieler sowie -trainer. Er spielte bis zu seinem Karriereende im August 2008 auf den Positionen Rückraum Mitte und Rückraum Links.

## Karriere
Frank von Behren begann in seinem Heimatort beim TV Sachsenroß Hille mit dem Handballspiel. Nach einem Jahr in der Jugendabteilung von GWD Minden debütierte er 1996 in der Bundesliga-Mannschaft. Nach sieben Jahren bei GWD Minden – 1997 war er für ein halbes Jahr an die TSG Bielefeld ausgeliehen – wechselte er 2003 zum VfL Gummersbach, mit dem er im EHF-Pokal in den Spielzeiten 2004/05 und 2005/06 das Halbfinale erreichte.
Bei den Olympischen Spielen 2004 gewann er mit der deutschen Nationalmannschaft die Silbermedaille. Dafür wurden er und die deutsche Handball-Olympiamannschaft am 16. März 2005 von Bundespräsident Horst Köhler mit dem Silbernen Lorbeerblatt ausgezeichnet. Bei den Olympischen Sommerspielen 2000 belegte er mit dem Team den fünften Platz.
Ab Sommer 2006 lief er für die SG Flensburg-Handewitt auf. Am 26. September 2006 zog sich Frank von Behren im DHB-Pokalspiel zwischen der SG Flensburg-Handewitt und dem Lokalrivalen DHK Flensborg einen Kreuzbandriss zu, wodurch er eine etwa sechsmonatige Zwangspause einlegen musste. Deswegen fehlte er auch im Kader der deutschen Mannschaft bei der Weltmeisterschaft 2007. Nach seiner Genesung konnte sich von Behren nie richtig bei Flensburg durchsetzen. Daraufhin ließ er im Januar 2008 seinen Vertrag bei den Fördestädtern auflösen und schloss sich seinem alten Verein GWD Minden an. Für die Europameisterschaft 2008 war von Behren zunächst nicht im Aufgebot, doch nachdem sich Oliver Roggisch im letzten Hauptrundenspiel einen Muskelfaserriss zuzog, wurde von Behren für das Halbfinale am 26. Januar 2008 nachnominiert. Nach einem Daumenbruch und einer Schulterverletzung beendete Frank von Behren am 1. August 2008 offiziell seine Karriere als Aktiver.
Von Behren studierte ab Oktober 2008 Betriebswirtschaftslehre in Oldenburg. Nach seinem Abschluss war er im Management bei GWD Minden tätig. Seit 2011 arbeitete er als Spielervermittler mit eigener Agentur. Beim Fernsehsender Eurosport war er von 2008 bis 2014 als Co-Kommentator bei Champions-League-Spielen im Einsatz, seit 2014 kommentiert er für Sky.
Im Januar 2016 übernahm Frank von Behren das Co-Traineramt beim Bundesligisten Bergischer HC.
Von Januar 2017 bis zu seiner Beurlaubung im November 2021 war von Behren erneut bei seinem ehemaligen Verein GWD Minden als Sportgeschäftsführer tätig. Ab dem 1. Juli 2022 ist er beim 1. VfL Potsdam als Geschäftsführer tätig.

## Privates
Frank von Behren ist mit der Journalistin Sarah von Behren verheiratet.

## Erfolge
- Deutscher Meister (A-Jugend): 1995 mit GWD Minden
- Supercup-Gewinner 2001
- Champions-League-Finalist 2007
- Vize-Europameister 2002
- Silbermedaille bei Olympia 2004
- 4. bei der Europameisterschaft 2008 in Norwegen